# Aleksandr Fadéyev
Aleksandr Aleksándrovich Fadéyev (en ruso: Алекса́ндр Алекса́ндрович Фаде́ев; Kimry, 11 de diciembre de 1901 - 13 de mayo de 1956, Moscú) fue un escritor ruso soviético, reconocido mundialmente por su novela La guardia joven.

## Biografía
Su padre fue un profesor en su pueblo natal y su madre trabajaba como ayudante de un médico. Más tarde la familia se mudó a Vilna. Asistió a la escuela en el pueblo de Saroika. Ya para 1912 la familia se muda a Chugúyevka en el Krai de Primorie, más al sur de la misma región de Rusia.
En 1919, durante la primavera, dejó los estudios sin tomar sus exámenes finales y se juntó a los partidarios revolucionarios al este de Vladivostok. Más tarde se unió al Ejército Rojo. Fue herido en acción en Jabárovsk. En la primavera de 1921 fue a Moscú como delegado al décimo congreso de los partidos rusos. Luego participó en la supresión de la rebelión de Kronstadt y nuevamente fue herido en la batalla.
Participó en el movimiento guerrillero contra los intervencionistas japoneses y el Ejército Blanco durante la Guerra civil rusa. En 1927, publicó la novela La derrota (también conocida como Los diecinueve) en la cual describió a un grupo de jóvenes luchadores guerrilleros. Tras su primer matrimonio con la escritora Valeria Guerásimova, se casó en 1936 con la actriz artista del pueblo de la URSS Anguelina Stepánova (1905-2000), con la que tuvo dos hijos, Mijaíl y Aleksandr. En 1943, tuvo una relación amorosa con la poeta Margarita Aliguer, que tuvo como fruto una hija, María Aleksándrovna Fadéyeva-Makárova-Enzensberger.
En 1946, escribió la novela La guardia joven, que está basada en acontecimientos reales de la Segunda Guerra Mundial. La novela versa sobre una organización de antifascista clandestina (parte de la Komsomol) llamada La guardia joven que luchó contra los nazis en Krasnodón, una ciudad que estaba ocupada en el sur de Ucrania. En 1948, salió a la luz una película soviética llamada Molodaya Gvárdiya (La guardia joven en español) basada en el libro que fue dirigida por Serguéi Guerásimov. El film fue revisado en 1964 para corregir inexactitudes en el libro.
Fadéyev fue uno de los cofundadores de la Unión de Escritores Soviéticos, y presidente de esta desde 1946 hasta 1954. Iósif Stalin le tenía mucho aprecio, al grado que una vez llegó a declarar que era "el más grande humanista que el mundo haya conocido". Durante la década de 1940 fue un activo promotor de la Doctrina Zhdánov, una campaña de crítica y persecución contra muchos de los principales compositores musicales y escritores de la Unión Soviética. Era buen amigo de Mijaíl Shólojov. 
En los últimos años de su vida Fadéyev se volvió alcohólico. Durante sus últimos años de vida sufrió de desórdenes en el riñón que, aunados a su alcoholismo y a una severa depresión, provocada por la desestalinización llevada a cabo por el gobierno de Nikita Jrushchov, lo orillaron a suicidarse el 13 de mayo de 1956. 
Su nota suicida dejaba muy patente su desilusión ante el rumbo que había tomado el Partido Comunista de la Unión Soviética después de Stalin, y fue ocultada por la KGB para no ser liberada sino hasta 34 años más tarde, en la era de la perestroika y la glásnost. En la nota escribió: 

"Es imposible para mí vivir más lejos del arte, al cual he dado mi vida, ya que ha sido destruido por el ignorante y arrogante mando superior del Partido y este mal no puede ser enmendado. Los mejores exponentes de la literatura - un número que los sátrapas zaristas no podían ni soñar llegar a tener - han sido físicamente exterminados o han muerto bajo la mirada condescendiente y criminal de aquellos que ostentan el poder".

Aleksandr Fadéyev está enterrado en el Cementerio Novodévichi en Moscú.

## Obras
- Razgrom (La derrota, 1926)
- Posledni iz Udegué (El último de los Udegué, inacabada)
- Molodaya gvárdiya (La guardia joven, 1945; segunda versión de 1951)